# Masters de Roma 1969
El Abierto de Italia 1969 fue la edición del 1969 del torneo de tenis Masters de Roma. El torneo masculino fue un evento del circuito ATP 1969 y se celebró desde el 21 de mayo hasta el 27 de mayo.  El torneo femenino fue un evento del circuito WTA 1969.

## Campeones

### Individuales Masculino
John Newcombe vence a  Tony Roche, 6–3, 4–6, 6–2, 5–7, 6–3

### Individuales Femenino
Julie Heldman vence a  Kerry Melville, 7–5, 6–3

### Dobles Masculino
Tom Okker /  Marty Riessen contra  John Newcombe /  Tony Roche, 4–6, 6–1, Suspendido(nessun vincitore)

### Dobles Femenino
Francoise Durr /  Ann Haydon-Jones vencen a  Rosemary Casals /  Billie Jean King, 6-3, 3-6, 6-2